# Coleophora subcastanea
Coleophora subcastanea é uma espécie de mariposa do gênero Coleophora pertencente à família Coleophoridae.